# Cantó de Le Coudray-Saint-Germer
El cantó de Le Coudray-Saint-Germer és una divisió administrativa francesa del departament de l'Oise i del districte de Beauvais. El cap cantonal és Le Coudray-Saint-Germer i agrupa 18 municipis.

## Municipis
| Municipi                | Població* | Codi postal | Codi INSEE |
| ----------------------- | --------- | ----------- | ---------- |
| Blacourt                | 410       | 60650       | 60073      |
| Le Coudray-Saint-Germer | 899       | 60850       | 60164      |
| Cuigy-en-Bray           | 817       | 60850       | 60187      |
| Espaubourg              | 376       | 60650       | 60220      |
| Flavacourt              | 699       | 60590       | 60235      |
| Hodenc-en-Bray          | 423       | 60650       | 60315      |
| Labosse                 | 404       | 60590       | 60331      |
| Lachapelle-aux-Pots     | 1 540     | 60650       | 60333      |
| Lalande-en-Son          | 629       | 60590       | 60343      |
| Lalandelle              | 439       | 60850       | 60344      |
| Puiseux-en-Bray         | 339       | 60850       | 60516      |
| Saint-Aubin-en-Bray     | 904       | 60650       | 60567      |
| Saint-Germer-de-Fly     | 1 761     | 60850       | 60577      |
| Saint-Pierre-es-Champs  | 661       | 60850       | 60592      |
| Sérifontaine            | 2 632     | 60590       | 60616      |
| Talmontiers             | 653       | 60590       | 60626      |
| Le Vaumain              | 307       | 60590       | 60660      |
| Le Vauroux              | 489       | 60390       | 60662      |

* Dades del 1999

## Història
| Data d'elecció                           | Identitat        | Partit          | Qualitat |
| ---------------------------------------- | ---------------- | --------------- | -------- |
| 1951-1964                                | M. Caron         | RPF després dvd |          |
| 1964-2001                                | Michel Commelin  | dvd després RPR | Diputat  |
| 2001-…                                   | Jean-Louis Aubry | PS              |          |
| les dades anteriors no són pas conegudes |                  |                 |          |